# Fernando Mason
Fernando Mason (Loreggia, 21 gennaio 1945) è un vescovo cattolico e missionario italiano, dall'11 novembre 2020 vescovo emerito di Piracicaba.

## Biografia
Monsignor Fernando Mason è nato a Loreggia, un comune all'epoca di circa 4 000 abitanti in provincia di Padova, il 21 gennaio 1945. È l'ottavo dei nove figli degli agricoltori Florindo Mason e Angela Piccolo. Il 28 gennaio è stato battezzato con il nome di Ernesto Ferdinando Mason.

### Formazione e ministero sacerdotale
Ha frequentato la scuola elementare di Rustega di Camposampiero. Il 24 settembre del 1955, vista la sua precoce vocazione alla vita religiosa, è entrato nel seminario francescano di Camposampiero. Ha compiuto gli studi superiori a Brescia e Pedavena.
Nel 1961 è entrato come novizio nel convento della basilica di Sant'Antonio di Padova. Il 26 settembre dell'anno successivo ha fatto la sua prima professione come frate dell'Ordine dei frati minori conventuali. Ha studiato filosofia e teologia all'Istituto teologico Sant'Antonio Dottore di Padova, affiliato alla Pontificia facoltà teologica San Bonaventura. Ha concluso gli studi con la licenza in filosofia. Il 4 ottobre 1966 ha emesso la professione solenne nella basilica di Sant'Antonio di Padova.
Nel 1970 è stato ordinato diacono nella cappella dell'Istituto teologico Sant'Antonio Dottore di Padova da monsignor Girolamo Bartolomeo Bortignon. Il 3 aprile 1971 è stato ordinato presbitero con 26 confratelli nella basilica di Sant'Antonio di Padova da monsignor Girolamo Bartolomeo Bortignon.
Dopo aver studiato la lingua portoghese nella Università di Coimbra in Portogallo e aver fatto un corso di preparazione per missionari al CEIAL, il 21 giugno 1972 si è imbarcato nel porto di Genova con destinazione il Brasile. È sbarcato a Santos il 4 luglio. In seguito è stato vicario parrocchiale della parrocchia di Nostra Signora di Aparecida a Guaíra dal 1972 al 1976, guardiano e rettore del seminario "Santo Antonio" a Ibema dal 1976 al 1982, rettore del seminario maggiore francescano "Nosso Senhor do Bonfim" di Santo André dal 1983 al 1985, vicario parrocchiale della parrocchia dell'Esaltazione della Santa Croce a Ubatuba dal 1984 al 1985, maestro dei novizi a Caçapava e definitore provinciale dal 1986 al 1991, parroco della parrocchia di Nostra Signora di Aparecida a Santo André dal 1992 al 1994, maestro dei novizi nel convento "San Benedetto" di Taubaté dal 1995 al 1997, definitore provinciale dal 1995 al 1999 e coordinatore della commissione provinciale per la formazione dal 1997 alla nomina episcopale.
Nel 1982 ha studiato spiritualità francescana a Petrópolis. È stato membro del personale di redazione della rivista di Messaggero di Sant'Antonio e membro del team economico della provincia. Dal 1994 al 1998 è stato coordinatore del "Corso invernale di francescanesimo", rivolto a tutti i giovani frati professi dell'Ordine dei frati minori conventuali in Brasile.

### Ministero episcopale
Il 3 marzo 1999 papa Giovanni Paolo II lo ha nominato primo vescovo della nuova diocesi di Caraguatatuba. Ha ricevuto l'ordinazione episcopale il 1º maggio successivo nello stadio sportivo di Caraguatatuba dall'arcivescovo metropolita di São Paulo Cláudio Aury Affonso Hummes, co-consacranti il vescovo di Santos David Picão e l'arcivescovo metropolita di Gorizia Antonio Vitale Bommarco. Al termine della cerimonia si è recato in cattedrale per la presa di possesso.
Monsignor Mason è stato un punto di riferimento per la Chiesa nella costa settentrionale, responsabile della sua crescita e dello sviluppo pastorale, amministrativo e spirituale. In riconoscimento del suo grande lavoro, nell'aprile del 2004 gli è stato conferito il titolo di "Cittadino Caraguatatuense". Il 1º maggio 2004, in occasione del quinto anniversario della fondazione della diocesi di Caraguatatuba e del suo ministero episcopale, ha pubblicato un libro dal titolo "Palavras do Pastor", una raccolta dei testi più significativi pubblicati nel corso dei cinque anni sul quotidiano De Praia em Praia.
Il 25 maggio 2005 papa Benedetto XVI lo ha nominato vescovo di Piracicaba. Ha preso possesso della diocesi il 24 luglio successivo con una messa nella cattedrale di Sant'Antonio.
Nel novembre del 2009 ha compiuto la visita ad limina.
L'11 novembre 2020 papa Francesco ha accolto la sua rinuncia al governo pastorale della diocesi per raggiunti limiti di età.

## Genealogia episcopale
La genealogia episcopale è:
- Cardinale Scipione Rebiba
- Cardinale Giulio Antonio Santori
- Cardinale Girolamo Bernerio, O.P.
- Arcivescovo Galeazzo Sanvitale
- Cardinale Ludovico Ludovisi
- Cardinale Luigi Caetani
- Cardinale Ulderico Carpegna
- Cardinale Paluzzo Paluzzi Altieri degli Albertoni
- Papa Benedetto XIII
- Papa Benedetto XIV
- Papa Clemente XIII
- Cardinale Marcantonio Colonna
- Cardinale Giacinto Sigismondo Gerdil, B.
- Cardinale Giulio Maria della Somaglia
- Cardinale Carlo Odescalchi, S.I.
- Vescovo Eugène de Mazenod, O.M.I.
- Cardinale Joseph Hippolyte Guibert, O.M.I.
- Cardinale François-Marie-Benjamin Richard de la Vergne
- Cardinale Pietro Gasparri
- Cardinale Carlo Chiarlo
- Cardinale Alfredo Vicente Scherer
- Cardinale Aloísio Leo Arlindo Lorscheider, O.F.M.
- Cardinale Cláudio Aury Affonso Hummes, O.F.M.
- Vescovo Fernando Mason, O.F.M.Conv.